# Lorenzo Latorre
Lorenzo Antonio Inocencio Latorre Jampen (Montevidéu, 8 de julho de 1844 - 18 de janeiro de 1916, Buenos Aires) foi um militar e político uruguaio, foi também Ditador do país entre 1876 e 1880, serviu o país na Guerra do Paraguai e era membro do Partido Colorado, Chegou ao poder por meio de um golpe de Estado que derrubou o Presidente Pedro Varela e iniciou um período de governos militaristas que duraria 15 anos, quando chegou ao poder adotou o título de "Governador Provisório", ostentou esse título até 1879 quando foi declarado Presidente Constitucional, em 1880 pressionado pela oposição renunciou o cargo e exilou-se na Argentina, onde morreu em 18 de janeiro de 1916. Seu governo foi marcado pela dura repressão, perseguição, exílios e prisões de opositores além de ter estabelecido a censura, mas por outro lado seu governo foi marcado por um período modernização do país, ele reformou a educação, melhorou as condições de vida dos camponeses, construiu escolas e universidades como a Universidade do Trabalho do Uruguai, durante o seu governo houve uma imensa redução do analfabetismo em 1876 apenas 20% dos uruguaios eram alfabetizados, mas em 1880 esse número triplicou chegando a 60% em apenas quatro anos, reformou o sistema judicial e criou a Ley de Registro de Estado Civil. Em 1975 seus restos mortais foram exumados e levados ao Panteón Nacional, ele morreu pobre e humilde.